# 星のあまん
星のあまん（ほしのあまん）とは、2005年7月に登場した大阪府交野市に存在する交野市星のまち観光協会所属の観光マスコットキャラクター。
同年公募により選定される。宇宙怪獣という設定で、飼い主とされる交野市産業PRキャラクターのおりひめちゃんとともに、七夕伝説ゆかりの地、大阪府交野市を象徴するペアとしてPR活動をしている。

## プロフィール
- 身長： 5cm〜210cm（標準時）〜???
- 体重： 50g〜100kg（標準時）〜???
- 歩く速度： 時速4km
- 飛行速度： 時速800km 但し、エネルギーが激しく消耗するためめったに飛行しない。宇宙空間では光速の50%の速度で巡航可能。
- 得意技： なんでも食べることができる。但し、地球で器物損壊にあたるような食事は自制している。光線や火炎等は発射できない。
- 性格： のんびり屋で優しい、こわがり、サブカル好き、ミーハー
- 特技： 寝ること。食べること。
- 好きな人： 柴崎さき（東京都調布市に住む狛犬のキャラクター・彼女）、おりひめちゃん（飼い主・家族として）、GO太くん（北海道函館市五稜郭タワーキャラクター・大親友）
- 好きなもの： 交野市の七夕、自然、地場産食材・料理など
- 嫌いな人： 自然を壊す人
- 苦手： 泳ぐこと。

（以上、交野市サイト及びツイッター記事より引用）

## 活動
交野市の都市魅力の発信のため、おりひめちゃんとともに様々なイベントに出演している。

### 市内の活動
- 不定期に開催されるテント物産市「交野いきいきマルシェおりひめの駅」への出演
- 毎年７月に行われる「天の川七夕まつり」への出演、その他地域の夏祭りへの出演など
- その他各種行事への出演

### 市外での活動
- 大阪府による御堂筋Kappoへの出演（2010年〜）
- 全国七夕サミットへの出演（2010年神奈川県平塚市、2011年群馬県前橋市）
- ゆるキャラまつりin彦根（現ご当地キャラ博）への出演（2011年〜）

### その他の活動
- ゆるキャラグランプリへの参加（2011年／348体中299位、2012年／865体中348位、2013年／1580体中604位）

## 設定
（ツイッター記事より引用）

### 生誕から地球へ
こと座のもっとも明るい恒星、おりひめ星として有名なベガの近くで、たまごの状態でおりひめちゃんに発見される。おりひめちゃんがベガに持ち帰ってふ化させたが、時間の観念が曖昧な空間であったため生年と年齢を自覚していない。たまご単体で発見されたため親が生存しているかどうかは不明。また、同種族が発見されていないことから比較対象がないため雌雄も不明である。
以前から地球に興味があり、地球の人工衛星を経由して情報を得ていたが、2005年、地球に最接近した際、交野市の七夕まつりのにぎやかさに惹かれて気を取られているうちに、地球の引力により大気圏に突入。交野市に落ちてくる。
交野市に無事着陸したあと、その豊かな自然と歴史文化・人・食べ物をすっかり気に入り、まちを盛り上げる活動を手助けするため交野市星のまち観光協会に所属することになる。このとき「星の天満（あまん）」という名前をつけられた。ちなみの漢字読みの星の天満を逆から読むと「満天の星」となる。

### 生態・特徴
（公式サイトから引用）
- 性別不明ではあるが、その体には雄・雌2つの人格が共存している。それぞれあまんくん、あまんちゃんと呼ばれる。それぞれの人格は記憶と身体的特徴を共有しているものの、性格や口調は全く異なる。一人称はあまんくんが「ボク」、あまんちゃんが「ウチ」。
- ツイッター上ではほぼあまんくんが登場しており、必要に応じてあまんちゃんに入れ替わる。あまんくんは標準語で話す。口癖は語尾に「がお」。あまんちゃんは関西弁で話す。こちらの場合は「がお」はつけない。ごくまれに2つの人格が入れ替わりながら会話することもある。
- ミーハーな性格であるため、イベント等では「テレビカメラに敏感に反応する」「芸能人や有名キャラに近づきたがる」「常にカメラ目線」などの行動をとることが多い。
- サブカル好きで、関連する話題をツイッター上でつぶやくことがある。
- 両目の間にある黒丸は鼻で、口は鼻の下に存在しているが、電子顕微鏡でも見えないほど小さく、食事の時だけ開き、一瞬のうちに食物を飲み込む（イラストでは表現上口がわかりやすく描かれている）。
- 舌はあるが歯はない。食物は口のなかにあるマイクロブラックホールの超重力により瞬時にバラバラにされる。
- 体内に骨格に類するものは存在せず、体内全身に存在する液ほうに「あまん液」と呼ばれる液体を満たすことにより体型を維持している。また、この液体を流動させることで筋肉のように手足を動作させる。
- あまん液の維持にはかなりの熱量が必要であり、この摂取のためあまんは超人的な食欲をもっている。
- あまん液による体型維持とは別に、生物としての生命維持エネルギーを得るために、あまんは頭頂部に恒星「オポピサマ」を合体させている（頭頂部のツノのような部分）。分離するとあまんの生命活動は停止してしまう（体色も灰色になる）。
- イベントのないときの大部分は、観光協会の事務所か自宅の縁側でゴロゴロしている。たまにデスクワークをしているらしい。
- 体表を黄色い毛皮で覆っている。地球上ではただの毛皮であるが、宇宙空間における急激な温度変化や、宇宙線、スペースデブリなどから本体を守る効果がある。
- 住居については交野市内とされ、飼い主であるおりひめちゃんと暮らしている。

### あまんファミリー

#### おりひめちゃん
あまんの飼い主。突然いなくなったあまんを探して2009年4月頃、地球・交野市にやってくる。再会後は交野市の各種産業・都市魅力を伝えるため活動しているきゅーとで明るい女の子。料理とダンスが得意である。あまんと同じく年齢不詳。
交野市のPR活動をしながら彼氏を探していたが、2012年7月に、交野市に隣接する枚方市にひこぼしくんがあらわれ両思いで交際がスタート。イベント等でもペアで登場することが多い。ちなみに、おりひめちゃん・ひこぼしくんともに七夕伝説に登場する織姫・彦星をそれぞれモチーフにしたキャラクターではあるが、本人そのものではないため、年に1度以上出会っている。

#### りゅりゅ
おりひめちゃんの親友の龍神。性別は雌。なにかと多忙なおりひめちゃんに替わり、あまんの面倒をみている。いわゆるツッコミ役であまんの会話の軌道修正役を兼ねる。性格は肉食系女子であり夜遊びやショッピングが趣味。とある電子星獣に片思いしている。そしてごくまれに交野市内のイベントに登場することがある。

#### オポピサマ
あまんの頭部に合体している恒星で性別は雌。合体状態ではあまんの頭部から生える5本のツノのような形状をしている（分離すると形状は★型）。性格は気ままな気分屋で、自分が分離すると機能停止状態に陥るというあまんの弱みにつけこんで、好物のヘリウムをねだることが多い。語尾に「ポピ」をつけて話す。恒星ではあるが、地球上では極薄の高密度電磁シールドで覆われているためさわることができる。